# 2311 El Leoncito
2311 El Leoncito eller 1974 TA1 är en asteroid i huvudbältet som upptäcktes den 10 oktober 1974 av Félix Aguilar-observatoriet. Den är uppkallad efter El Leoncito nationalpark i Argentina, i vilken Félix Aguilar-observatoriet är uppfört.
Asteroiden har en diameter på ungefär 53 kilometer.